# Tim Carter
Tim Carter (* 5. Oktober 1967 in Bristol; † 19. Juni 2008 in Stretford) war ein englischer Fußballspieler.
Tim Carter debütierte 1985 in der ersten Mannschaft seines Heimatvereins Bristol Rovers. In diesem Jahr wurde er dreimal in die englische U17-Auswahl berufen. Weihnachten 1987 wechselte er zum damaligen Drittligisten FC Sunderland. Bis 1992 machte er beim Verein, der in der Zeit bis in die erste Liga aufstieg, 37 Spiele und 13 Pokalspiele. 1988 wurde er an Carlisle United und an Bristol City, 1991 an Birmingham City verliehen. Höhepunkt in Carters Karriere bei Sunderland war das verlorene FA-Cup-Finale gegen den FC Liverpool 1992, in dem allerdings sein Konkurrent Tony Norman im Tor stand. Die folgenden zwei Jahre spielte Carter für Hartlepool United, 1994/95 war er für den FC Millwall, 1995 für Oxford United und noch im selben Jahr wieder bei Millwall im Einsatz, wo er bis 1998 blieb. Nach der Saison 1998/99, die er für Halifax Town spielte, beendete er seine Karriere. In seiner sportlichen Laufbahn absolvierte Carter 200 Ligaspiele.
Nach seiner aktiven Zeit war Carter erster hauptamtlicher Torwarttrainer beim FC Sunderland und auf Teilzeitbasis des estnischen Nationalteams.
Am 19. Juni 2008 fand ein Fußgänger den toten Carter in einem Gebüsch, wo dieser sich offenbar erhängt hatte.